# Ripeacma
Ripeacma é um gênero de traça pertencente à família Oecophoridae.

## Espécies
- Ripeacma nangae
- Ripeacma yaiensis